# Liste von Terroranschlägen im Jahr 2001
Die Liste von Terroranschlägen im Jahr 2001 enthält eine unvollständige Auswahl von Terroranschlägen, die im Jahr 2001 passierten. Attentate werden gesondert in der Liste bekannter Attentate behandelt. Die Liste von Sprengstoffanschlägen listet auch nichtterroristische Anschläge. Die Liste von Flugzeugentführungen enthält eine Liste mit meist terroristischem Hintergrund. Im Artikel Rechtsterrorismus werden weitere terroristische Anschläge aufgezählt.

## Erläuterung
In der Spalte Politische Ausrichtung ist die politische bzw. weltanschauliche Einordnung der Täter angegeben: faschistisch, rassistisch, nationalistisch, nationalsozialistisch, sozialistisch, kommunistisch, antiimperialistisch, islamistisch (schiitisch, sunnitisch, deobandisch, salafistisch, wahhabitisch), hinduistisch. Bei vorrangig auf staatliche Unabhängigkeit oder Autonomie zielender Ausrichtung ist autonomistisch vorangestellt, gefolgt von der Region oder der Volksgruppe und ggf. weiteren Merkmalen der Täter: armenisch, irisch (katholisch), kurdisch, tirolisch, tschetschenisch, dagestanisch, punjabisch (sikhistisch), palästinensisch.
Die Opferzahlen der Anschläge werden farbig dargestellt:

Die Zahl bei den Anschlägen getöteter/verletzter Täter ist in Klammern ( ) gesetzt.

## Januar
| Datum/Beginn    | Betroffenes Land | Anschlag                   | Täter                                | Politische Ausrichtung | Mittel                                                           | Ziel                                             | Tote   | Verletzte | Hintergrund                           |
| --------------- | ---------------- | -------------------------- | ------------------------------------ | --- | ---------------------------------------------------------------- | ------------------------------------------------ | ------ | --------- | ------------------------------------- |
| 01. Januar 2001 | Israel           | Anschlag in Netanja        | Hamas                                | palästinensisch-nationalistisch, sunnitisch-islamistisch, antizionistisch, antisemitisch                                                          | Selbstmordattentäter mit Autobombe                               |                                                  | 0 (+1) | 50        | Zweite Intifada                       |
| 02. Januar 2001 | Jugoslawien      | Anschlag in Vranje         |                                      | | Raketen                                                          | Polizist                                         | 0      | 1         | Jugoslawienkriege                     |
| 05. Januar 2001 | Indien           | Anschlag in Srinagar       |                                      | | Granaten                                                         | Militärfahrzeug                                  | 0      | 27        | Aufstand in Kaschmir                  |
| 07. Januar 2001 | Afghanistan      | Anschlag in Bamiyan        | Taliban                              | deobandisch-fundamentalistisch, paschtunisch, islamistisch                                                                                        | Schusswaffen                                                     | Zivilisten                                       | 150    |           | Krieg in Afghanistan                  |
| 07. Januar 2001 | Indien           | Anschlag in Sopore         | Separatisten                         | autonomistisch | Granate                                                          | Sicherheitskräfte in Fahrzeug, Zivilisten        | 0      | 26        |                                       |
| 07. Januar 2001 | Elfenbeinküste   | Anschlag in Abidjan        | Aufständische                        | | Putschversuch                                                    | Nationaler Radiosender, nationaler Fernsehsender | 12     | 0         |                                       |
| 08. Januar 2001 | Israel           | Anschlag in Netanja        | Hamas                                | palästinensisch-nationalistisch, sunnitisch-islamistisch, islamisch-nationalistisch, islamisch-fundamentalistisch, antizionistisch, antisemitisch | Selbstmordattentäter mit Autobombe                               | Zivilisten                                       | 0 (+1) | 24        | Israelisch-Palästinensischer Konflikt |
| 10. Januar 2001 | Kolumbien        | Anschlag in Medellín       | FARC                                 | marxistisch-leninistisch | Autobombe                                                        | Einkaufszentrum                                  | 0      | 50+       | Bewaffneter Konflikt in Kolumbien     |
| 17. Januar 2001 | Kolumbien        | Anschlag in Sucre          | AUC                                  | rechtsextremistisch | Macheten, Steine, Vorschlaghämmer                                | Dorf                                             | 28     | 0         | Bewaffneter Konflikt in Kolumbien     |
| 18. Januar 2001 | Niederlande      | Anschlag in Amsterdam      |                                      | | Sprengstoff                                                      | Flughafen Amsterdam Schiphol                     | 0      | 3         |                                       |
| 18. Januar 2001 | Algerien         | Anschlag in Ech Cheliff    |                                      | | Schusswaffen                                                     | Zivilisten                                       | 23     | 0         | Algerischer Bürgerkrieg               |
| 19. Januar 2001 | Deutschland      | Anschlag in Köln           | NSU                                  | rechtsextremistisch, neonazistisch, rassistisch, xenophob                                                                                         | Sprengfalle                                                      | Lebensmittelmarkt                                | 0      | 1         |                                       |
| 21. Januar 2001 | Indien           | Anschlag in Srinagar       |                                      | | Landmine                                                         | Fahrzeug                                         | 6      | 22        | Aufstand in Kaschmir                  |
| 22. Januar 2001 | Mazedonien       | Anschlag in Tetovo         | National Liberation Army (Macedonia) | | Granate, automatische Schusswaffen                               | Polizeistation                                   | 1      | 3         |                                       |
| 24. Januar 2001 | Jugoslawien      | Anschlag in Veliki Trnovac |                                      | | Automatische Schusswaffe(n), Granate(n), Scharfschützengewehr(e) | Polizisten                                       |        | 3         | Jugoslawienkriege                     |
| 26. Januar 2001 | Jugoslawien      | Anschlag in Bujanovac      |                                      | | Maschinengewehre, Handgranaten, Scharfschützengewehre, Mörser    | Soldat                                           | 1      | 0         | Jugoslawienkriege                     |
| 26. Januar 2001 | Norwegen         | Anschlag in Oslo           | Neonazis                             | neonazistisch | Stichwaffe                                                       | Zivilist                                         | 1      | 0         |                                       |
| 27. Januar 2001 | Algerien         | Anschlag in Chlef          |                                      | | Stichwaffen                                                      | Zivilisten                                       | 25     | 0         | Algerischer Bürgerkrieg               |

## Februar
| Datum/Beginn     | Betroffenes Land | Anschlag               | Täter                             | Politische Ausrichtung                                                                   | Mittel                     | Ziel                                      | Tote   | Verletzte | Hintergrund                       |
| ---------------- | ---------------- | ---------------------- | --------------------------------- | ---------------------------------------------------------------------------------------- | -------------------------- | ----------------------------------------- | ------ | --------- | --------------------------------- |
| 01. Februar 2001 | Angola           | Anschlag in Uíge       | vermutlich UNITA                  | angolanisch-nationalistisch, maoistisch                                                  |                            |                                           | 5      | 38        | Bürgerkrieg in Angola             |
| 10. Februar 2001 | Algerien         | Anschlag in Medea      | vermutlich GIA                    | salafistisch, wahhabitisch                                                               | Schuss- und Stichwaffen    | Zivilisten                                | 23     | 1         | Algerischer Bürgerkrieg           |
| 13. Februar 2001 | Jugoslawien      | Anschlag in Banjica    | Albanische Extremisten            |                                                                                          | Schusswaffen               | Konvoi                                    | 1      | 2         | Jugoslawienkriege                 |
| 14. Februar 2001 | Israel           | Anschlag in Tel Aviv   | Hamas                             | palästinensisch-nationalistisch, sunnitisch-islamistisch, antizionistisch, antisemitisch | Fahrzeug                   | Soldaten und Zivilisten an Bushaltestelle | 8 (+1) | 26        | Zweite Intifada                   |
| 15. Februar 2001 | Angola           | Anschlag in Malanje    |                                   |                                                                                          | Schusswaffen               | Bauern                                    | 20     | 10        | Bürgerkrieg in Angola             |
| 16. Februar 2001 | Jugoslawien      | Anschlag nahe Podujeva | Kosovo-Albanische Extremisten     |                                                                                          | Ferngesteuerter Sprengsatz | Buskonvoi                                 | 12     | 43        | Jugoslawienkriege                 |
| 18. Februar 2001 | Jugoslawien      | Anschlag in Lucane     | vermutlich Albanische Extremisten |                                                                                          | 2 Panzerabwehrminen        | Serbisches Polizeifahrzeug                | 3      | 0         | Jugoslawienkriege                 |
| 20. Februar 2001 | Kolumbien        | Anschlag in Bogotá     | vermutlich FARC-EP                | marxistisch-leninistisch, links-nationalistisch                                          | Autobombe                  | Militärakademie                           | 0      | 20        | Bewaffneter Konflikt in Kolumbien |
| 24. Februar 2001 | Algerien         | Anschlag in Laghouat   | Islamisten                        | islamistisch                                                                             | Sprengsatz                 | Bushaltestelle, Soldaten, Zivilisten      | 3      | 27        | Algerischer Bürgerkrieg           |

## März
| Datum/Beginn  | Betroffenes Land       | Anschlag                     | Täter                                    | Politische Ausrichtung | Mittel                      | Ziel                                                  | Tote   | Verletzte | Hintergrund                           |
| ------------- | ---------------------- | ---------------------------- | ---------------------------------------- | --- | --------------------------- | ----------------------------------------------------- | ------ | --------- | ------------------------------------- |
| 04. März 2001 | Vereinigtes Königreich | Anschlag in London           | Real IRA                                 | autonomistisch, irisch-republikanisch | Autobombe                   | BBC Television Centre                                 | 0      | 1         | Nordirlandkonflikt                    |
| 04. März 2001 | Israel                 | Anschlag in Netanja          | vermutlich Hamas                         | palästinensisch-nationalistisch, sunnitisch-islamistisch, islamisch-nationalistisch, islamisch-fundamentalistisch, antizionistisch, antisemitisch | Sprengstoff                 | Markt, Zivilisten                                     | 2      | 23        | Israelisch-Palästinensischer Konflikt |
| 09. März 2001 | Spanien                | Anschlag in Hernani          | ETA                                      | autonomistisch, baskisch-nationalistisch, marxistisch-leninistisch                                                                                | Ferngezündete Autobombe     | Polizisten                                            | 1      | 1         | Baskischer Konflikt                   |
| 14. März 2001 | Uganda                 | Anschlag in Kampala          |                                          | | Sprengsatz                  | Markt                                                 | 2      | 7         |                                       |
| 14. März 2001 | Uganda                 | Anschlag im Zentrum          |                                          | | Sprengsatz                  | Bus                                                   | 0      | 4         |                                       |
| 16. März 2001 | Uganda                 | Anschlag in Kampala          |                                          | | Granate                     | Hotel                                                 | 1      | 5         |                                       |
| 17. März 2001 | Spanien                | Anschlag in Roses            | ETA                                      | autonomistisch, baskisch-nationalistisch, marxistisch-leninistisch                                                                                | Autobombe                   | Hotel                                                 | 1      | 3         | Baskischer Konflikt                   |
| 18. März 2001 | Uganda                 | Anschlag in Kasese           | ADF                                      | | Schusswaffen, Brandstiftung | Tankstellen, Polizeikaserne(n), Fahrzeuge, Zivilisten | 8 (+3) | 6         | ADF-Konflikt                          |
| 24. März 2001 | Russland               | Anschlag in Mineralnyje Wody | vermutlich Tschetschenische Separatisten | autonomistisch-tschetschenisch | Autobombe                   | Markt                                                 | 18     | 86        | Zweiter Tschetschenienkrieg           |
| 27. März 2001 | Israel                 | Anschlag in Jerusalem        | vermutlich Hamas                         | palästinensisch-nationalistisch, sunnitisch-islamistisch, islamisch-nationalistisch, islamisch-fundamentalistisch, antizionistisch, antisemitisch | Selbstmordattentäter        | Bus, Zivilisten                                       | 0 (+1) | 28        | Israelisch-Palästinensischer Konflikt |
| 28. März 2001 | Jugoslawien            | Anschlag in Cerevajka        | vermutlich Albanische Extremisten        | | Automatische Schusswaffen   | Polizeikontrollpunkt                                  | 0      | 1         | Jugoslawienkriege                     |
| 28. März 2001 | Uganda                 | Anschlag in Kasese           | ADF                                      | | Brandstiftung               | Dorf                                                  | 3      | 0         | ADF-Konflikt                          |

## April
| Datum/Beginn   | Betroffenes Land | Anschlag                      | Täter                              | Politische Ausrichtung | Mittel               | Ziel                        | Tote     | Verletzte | Hintergrund                           |
| -------------- | ---------------- | ----------------------------- | ---------------------------------- | --- | -------------------- | --------------------------- | -------- | --------- | ------------------------------------- |
| 01. April 2001 | Bangladesch      | Anschlag in Dhaka             |                                    | | Sprengsatz           | Zivilisten                  | 1        | 50        |                                       |
| 01. April 2001 | Sri Lanka        | Anschlag in Kurunegala        |                                    | | Granate              | Konzert                     | 10 (+1)  | 150+      | Bürgerkrieg in Sri Lanka              |
| 02. April 2001 | Nepal            | Anschlag in Rukumkot          | vermutlich Maoisten                | maoistisch | Sturmgewehre         | Kontrollpunkt               | 35       | 14        | Nepalesischer Bürgerkrieg             |
| 07. April 2001 | Nepal            | Anschlag in Dailekh           | vermutlich CPN                     | marxistisch-leninistisch-maoistisch |                      | Polizeiposten               | 28 (+10) |           | Nepalesischer Bürgerkrieg             |
| 08. April 2001 | Thailand         | Anschlag in Hat Yai           |                                    | | Sprengsatz           | Bahnhof                     | 1        | 38        |                                       |
| 09. April 2001 | Angola           | Anschlag in Cuanza Norte      | UNITA                              | konservativ, angolanisch-nationalistisch, christlich-demokratisch, maoistisch                                                                     |                      | Soldaten                    | 129      |           | Bürgerkrieg in Angola                 |
| 11. April 2001 | Bangladesch      | Anschlag in Dhaka             |                                    | | Sprengstoff          | Kundgebung                  | 0        | 40        |                                       |
| 14. April 2001 | Kolumbien        | Anschlag in Cauca             | AUC                                | | Schusswaffen         | Bauern                      | 25       | 0         | Bewaffneter Konflikt in Kolumbien     |
| 22. April 2001 | Israel           | Anschlag in Kfar Saba         | Hamas                              | palästinensisch-nationalistisch, sunnitisch-islamistisch, islamisch-nationalistisch, islamisch-fundamentalistisch, antizionistisch, antisemitisch | Selbstmordattentäter | Bushaltestelle, Zivilisten  | 1 (+1)   | 50        | Israelisch-Palästinensischer Konflikt |
| 23. April 2001 | Pakistan         | Anschlag nahe Islamabad       | vermutlich Afghanische Extremisten | | Sprengsatz           | Markt                       | 0        | 25        |                                       |
| 26. April 2001 | Indien           | Anschlag in Jammu und Kashmir |                                    | | Granate              | Markt                       | 2        | 22        | Aufstand in Kaschmir                  |
| 28. April 2001 | Kolumbien        | Anschlag in Antioquia         | FARC-EP                            | marxistisch-leninistisch, links-nationalistisch                                                                                                   | Schusswaffen         | Zivilisten                  | 21       |           | Bewaffneter Konflikt in Kolumbien     |
| 30. April 2001 | Philippinen      | Anschlag in Caloocan          |                                    | | Granaten             | Einkaufszentrum, Zivilisten | 0        | 30        |                                       |

## Mai
| Datum/Beginn | Betroffenes Land | Anschlag             | Täter                                             | Politische Ausrichtung | Mittel                                 | Ziel                        | Tote     | Verletzte | Hintergrund                           |
| ------------ | ---------------- | -------------------- | ------------------------------------------------- | --- | -------------------------------------- | --------------------------- | -------- | --------- | ------------------------------------- |
| 04. Mai 2001 | Afghanistan      | Anschlag in Herat    |                                                   | | Sprengstoff                            | Moschee                     | 10       | 30        | Krieg in Afghanistan                  |
| 04. Mai 2001 | Kolumbien        | Anschlag in Cali     | vermutlich ELN                                    | marxistisch-leninistisch | Autobombe                              | Hotel                       | 4        | 25        | Bewaffneter Konflikt in Kolumbien     |
| 05. Mai 2001 | Angola           | Anschlag in Caxito   | UNITA                                             | konservativ, angolanisch-nationalistisch, christlich-demokratisch, maoistisch                                                                     | Schusswaffen                           | Zivilisten, Infrastruktur   | 76 (+19) | 20        | Bürgerkrieg in Angola                 |
| 12. Mai 2001 | Jugoslawien      | Anschlag in Oraovica | Liberation Army of Preševo, Medveđa and Bujanovac | autonomistisch | Geschoss(e)                            | Zivilisten                  | 0        | 1         | Jugoslawienkriege                     |
| 17. Mai 2001 | Kolumbien        | Anschlag in Medellín |                                                   | | Autobombe                              | Geschäftsbereich            | 8        | 137       | Bewaffneter Konflikt in Kolumbien     |
| 18. Mai 2001 | Israel           | Anschlag in Netanja  | Hamas                                             | palästinensisch-nationalistisch, sunnitisch-islamistisch, islamisch-nationalistisch, islamisch-fundamentalistisch, antizionistisch, antisemitisch | Selbstmordattentäter                   | Einkaufszentrum, Zivilisten | 3 (+1)   | 31        | Israelisch-Palästinensischer Konflikt |
| 24. Mai 2001 | Deutschland      | Anschlag in Leipzig  | Skinheads                                         | | Stichwaffe(n)                          | Italienische Zivilistin     | 0        | 2         |                                       |
| 24. Mai 2001 | Deutschland      | Anschlag in Hannover | Skinheads                                         | | Stichwaffe(n)                          | Iranische Zivilisten        | 0        | 1         |                                       |
| 25. Mai 2001 | Israel           | Anschlag in Chadera  | Islamischer Dschihad in Palästina                 | palästinensisch-nationalistisch, islamisch-nationalistisch, islamistisch, antizionistisch                                                         | 2 Selbstmordattentäter mit Autobombe   | Bus, Zivilisten             | 0 (+2)   | 60        | Israelisch-Palästinensischer Konflikt |
| 25. Mai 2001 | Kolumbien        | Anschlag in Bogotá   |                                                   | | 2 Sprengsätze                          | Universität                 | 4        | 20        | Bewaffneter Konflikt in Kolumbien     |
| 30. Mai 2001 | Kolumbien        | Anschlag in Córdoba  | FARC-EP                                           | marxistisch-leninistisch, links-nationalistisch                                                                                                   | Schuss- und Stichwaffen, Brandstiftung | Zivilisten                  | 24       |           | Bewaffneter Konflikt in Kolumbien     |

## Juni
| Datum/Beginn  | Betroffenes Land | Anschlag                   | Täter                              | Politische Ausrichtung | Mittel                      | Ziel                              | Tote    | Verletzte | Hintergrund                           |
| ------------- | ---------------- | -------------------------- | ---------------------------------- | --- | --------------------------- | --------------------------------- | ------- | --------- | ------------------------------------- |
| 01. Juni 2001 | Israel           | Anschlag in Tel Aviv-Jaffa | Hamas, Palestinian Hezbollah       | palästinensisch-nationalistisch, sunnitisch-islamistisch, islamisch-nationalistisch, islamisch-fundamentalistisch, antizionistisch, antisemitisch | Selbstmordattentäter        | Nachtclub                         | 21 (+1) | 100       | Israelisch-Palästinensischer Konflikt |
| 02. Juni 2001 | Indien           | Anschlag in Kupwara        | vermutlich Muslimische Extremisten | | Granate                     | Bushaltestelle, Militärpatrouille | 2       | 32        | Aufstand in Kaschmir                  |
| 02. Juni 2001 | Philippinen      | Anschlag in Lamitan City   | Abu Sajaf                          | islamistisch, islamisch-fundamentalistisch | Schusswaffen, Geiselnahme   | Krankenhaus                       | 15 (+1) | 41        | Moro-Konflikt                         |
| 04. Juni 2001 | Uganda           | Anschlag in Kampala        |                                    | | 2 Autobomben, Sprengsatz    | Taxistand, Verkehr                | 1       | 16        |                                       |
| 08. Juni 2001 | Indien           | Anschlag in Badgam         |                                    | | Granate                     | Moschee                           | 4       | 50        | Aufstand in Kaschmir                  |
| 10. Juni 2001 | Spanien          | Anschlag in Logroño        | vermutlich ETA                     | autonomistisch, baskisch-nationalistisch, marxistisch-leninistisch                                                                                | Autobombe                   | Bürogebäude                       | 0       | 2         | Baskischer Konflikt                   |
| 13. Juni 2001 | Deutschland      | Anschlag in Nürnberg       | NSU                                | rechtsextremistisch, neonazistisch, rassistisch, xenophob                                                                                         | Pistole                     | Türkischer Schneider              | 1       | 0         |                                       |
| 16. Juni 2001 | Bangladesch      | Anschlag in Narayanganj    |                                    | | 3 Selbstmordattentäterinnen | Parteibüro                        | 18 (+3) | 100+      |                                       |
| 19. Juni 2001 | Russland         | Anschlag in Gudermes       | Tschetschenische Rebellen          | | 3 Autobomben                | Gerichtsgebäude, Polizeistation   | 2       | 35        | Zweiter Tschetschenienkrieg           |
| 25. Juni 2001 | Indien           | Anschlag in Jammu          | vermutlich Muslimische Extremisten | | Rollerbombe                 | Bahnhof                           | 0       | 40        | Aufstand in Kaschmir                  |
| 27. Juni 2001 | Deutschland      | Anschlag in Hamburg        | NSU                                | rechtsextremistisch, neonazistisch, rassistisch, xenophob                                                                                         | Pistole                     | Türkischer Gemüsehändler          | 1       | 0         |                                       |
| 28. Juni 2001 | Spanien          | Anschlag in Madrid         | ETA                                | autonomistisch, baskisch-nationalistisch, marxistisch-leninistisch                                                                                | Rucksackbombe auf Fahrrad   | Militärpersonal                   | 0       | 16        | Baskischer Konflikt                   |

## Juli
| Datum/Beginn  | Betroffenes Land | Anschlag                   | Täter           | Politische Ausrichtung                                                        | Mittel                   | Ziel             | Tote | Verletzte | Hintergrund           |
| ------------- | ---------------- | -------------------------- | --------------- | ----------------------------------------------------------------------------- | ------------------------ | ---------------- | ---- | --------- | --------------------- |
| 07. Juli 2001 | Uganda           | Anschlag in Jinja          |                 |                                                                               | 3 Sprengsätze            | Bars, Garküche   | 1    | 11        |                       |
| 08. Juli 2001 | Philippinen      | Anschlag in General Santos | vermutlich MILF | autonomistisch, moro-sozialistisch                                            | 2 Sprengsätze            | Gebäude          | 0    | 22        | Moro-Konflikt         |
| 10. Juli 2001 | Spanien          | Anschlag in Madrid         | ETA             | autonomistisch, baskisch-nationalistisch, marxistisch-leninistisch            | Autobombe                | Zivilisten       | 1    | 12        | Baskischer Konflikt   |
| 18. Juli 2001 | Angola           | Anschlag in Lunda Norte    | UNITA           | konservativ, angolanisch-nationalistisch, christlich-demokratisch, maoistisch | Schusswaffen, Entführung | Zivilisten       | 70   | 15        | Bürgerkrieg in Angola |
| 22. Juli 2001 | Indonesien       | Anschlag in Jakarta        |                 |                                                                               | 2 Sprengsätze            | Kirchen, Minibus | 0    | 59        |                       |

## August
| Datum/Beginn    | Betroffenes Land | Anschlag                           | Täter                                | Politische Ausrichtung | Mittel                              | Ziel                        | Tote    | Verletzte | Hintergrund                           |
| --------------- | ---------------- | ---------------------------------- | ------------------------------------ | --- | ----------------------------------- | --------------------------- | ------- | --------- | ------------------------------------- |
| 07. August 2001 | Indien           | Anschlag in Jammu                  | Muslimische Extremisten              | | Sturmgewehre                        | Bahnhof                     | 11 (+1) | 29 (+1)   | Aufstand in Kaschmir                  |
| 08. August 2001 | Spanien          | Anschlag in Portugalete            |                                      | | Brandbombe                          | Polizisten                  | 0       | 2         | Baskischer Konflikt                   |
| 08. August 2001 | Spanien          | Anschlag in Barcelona              |                                      | | 2 Sprengsätze                       | Zivilisten                  | 0       | 1         | Baskischer Konflikt                   |
| 08. August 2001 | Kolumbien        | Anschlag in Antioquia              | ELN                                  | marxistisch-leninistisch | Schusswaffen, Sprengstoff           | Polizeistation, Zivilisten  | 3       | 35        | Bewaffneter Konflikt in Kolumbien     |
| 09. August 2001 | Israel           | Anschlag in Jerusalem              | Hamas                                | palästinensisch-nationalistisch, sunnitisch-islamistisch, islamisch-nationalistisch, islamisch-fundamentalistisch, antizionistisch, antisemitisch | Selbstmordattentäter                | Pizzeria                    | 15 (+1) | 130       | Israelisch-Palästinensischer Konflikt |
| 09. August 2001 | Indonesien       | Anschlag in Aceh                   | GAM                                  | autonomistisch, aceh-nationalistisch | Schusswaffen                        | Palmölplantage, Arbeiter    | 31      | 7         | Widerstandskampf in Aceh              |
| 11. August 2001 | Angola           | Anschlag auf Passagierzug          | UNITA                                | konservativ, angolanisch-nationalistisch, christlich-demokratisch, maoistisch                                                                     | Landmine, Automatische Schusswaffen | Flüchtlinge in Passagierzug | 259     | 160+      | Bürgerkrieg in Angola                 |
| 12. August 2001 | Angola           | Anschlag in Huíla                  | UNITA                                | konservativ, angolanisch-nationalistisch, christlich-demokratisch, maoistisch                                                                     |                                     | Zivilisten                  | 0       | 27        | Bürgerkrieg in Angola                 |
| 14. August 2001 | Angola           | Anschlag in Huíla                  | UNITA                                | konservativ, angolanisch-nationalistisch, christlich-demokratisch, maoistisch                                                                     | Schusswaffen                        | Dörfer                      | 10      | 20        | Bürgerkrieg in Angola                 |
| 14. August 2001 | Indien           | Anschlag in Uttar Pradesh          |                                      | | Sprengstoff                         | Zug                         | 4       | 20        |                                       |
| 17. August 2001 | Deutschland      | Anschlag in Cham                   | Neonazis                             | neonazistisch | Stichwaffe(n)                       | Asylbewerber                | 0       | 2         |                                       |
| 18. August 2001 | Spanien          | Anschlag in Salou                  | ETA                                  | autonomistisch, baskisch-nationalistisch, marxistisch-leninistisch                                                                                | Autobombe                           | Hotel                       | 0       | 13        | Baskischer Konflikt                   |
| 19. August 2001 | Russland         | Anschlag in Astrachan              | vermutlich Tschetschenische Rebellen | | Sprengsatz                          | Markt                       | 6       | 50        | Zweiter Tschetschenienkrieg           |
| 20. August 2001 | Spanien          | Anschlag in Donostia-San Sebastián | vermutlich ETA                       | autonomistisch, baskisch-nationalistisch, marxistisch-leninistisch                                                                                | Sprengfalle                         | Zivilisten                  | 1       | 2         | Baskischer Konflikt                   |
| 23. August 2001 | Kolumbien        | Anschlag in Marinilla              | ELN                                  | marxistisch-leninistisch | Autobombe                           | Polizeistation              | 1       | 20        | Bewaffneter Konflikt in Kolumbien     |
| 23. August 2001 | Kolumbien        | Anschlag in Medellín               | ELN                                  | marxistisch-leninistisch | Sprengsatz                          | Radiosender                 | 0       | 35        | Bewaffneter Konflikt in Kolumbien     |
| 24. August 2001 | Angola           | Anschlag in Malanje                |                                      | | Schusswaffen, Brandstiftung         | Bus, Zivilisten             | 50+     | 12        | Bürgerkrieg in Angola                 |
| 29. August 2001 | Deutschland      | Anschlag in München                | NSU                                  | rechtsextremistisch, neonazistisch, rassistisch, xenophob                                                                                         | Pistole                             | Türkischer Gemüsehändler    | 1       | 0         |                                       |
| 29. August 2001 | Algerien         | Anschlag in Algier                 |                                      | | Sprengsatz                          | Zivilisten                  | 0       | 34        | Algerischer Bürgerkrieg               |
| 31. August 2001 | Spanien          | Anschlag in Bilbao                 |                                      | | Brandbombe                          | Gebäude                     | 0       | 1         | Baskischer Konflikt                   |

## September
| Datum/Beginn       | Betroffenes Land | Anschlag                              | Täter            | Politische Ausrichtung                                                        | Mittel                                                                  | Ziel                  | Tote       | Verletzte | Hintergrund                   |
| ------------------ | ---------------- | ------------------------------------- | ---------------- | ----------------------------------------------------------------------------- | ----------------------------------------------------------------------- | --------------------- | ---------- | --------- | ----------------------------- |
| 01. September 2001 | Angola           | Anschlag in Cuanza Sul                | vermutlich UNITA | konservativ, angolanisch-nationalistisch, christlich-demokratisch, maoistisch | Schusswaffen, Brandstiftung                                             | Fahrzeuge, Zivilisten | 32         | 52        | Bürgerkrieg in Angola         |
| 05. September 2001 | Angola           | Anschlag in Huambo                    | vermutlich UNITA | konservativ, angolanisch-nationalistisch, christlich-demokratisch, maoistisch | Brandstiftung                                                           | Zivilisten            | 24         | 6         | Bürgerkrieg in Angola         |
| 08. September 2001 | Indien           | Anschlag in Jammu und Kashmir         |                  |                                                                               | Landmine                                                                | Schulbus              | 1          | 20        | Aufstand in Kaschmir          |
| 11. September 2001 | USA              | Terroranschläge am 11. September 2001 | al-Qaida         | islamistisch                                                                  | Flugzeuge                                                               | Gebäude               | 2977 (+19) | 6000+     |                               |
| 16. September 2001 | Sri Lanka        | Anschlag nahe Trincomalee             | vermutlich LTTE  | autonomistisch, tamilisch-sozialistisch                                       | Selbstmordattentäter mit mit Sprengstoff beladenen Booten, Schusswaffen | Militärfähre          | 21 (+10)   | 65        | Bürgerkrieg in Sri Lanka      |
| 18. September 2001 | USA              | Anthrax-Anschläge                     |                  |                                                                               | Anthrax                                                                 |                       | 5          | 17        |                               |
| 19. September 2001 | Pakistan         | Anschlag in Sialkot                   |                  |                                                                               | Sprengsatz                                                              | Markt                 | 2          | 40        |                               |
| 25. September 2001 | Indien           | Anschlag in Baghmara                  | vermutlich NDFB  | autonomistisch, bodo-nationalistisch, marxistisch, sozialistisch              | Sprengsatz                                                              | Brücke, Expresszug    | 0          | 100       | Aufstand im Nordosten Indiens |
| 27. September 2001 | Algerien         | Anschlag in Blida                     |                  |                                                                               | Schusswaffen                                                            | Hochzeit              | 22         | 7         | Algerischer Bürgerkrieg       |
| 27. September 2001 | Schweiz          | Zuger Attentat                        |                  |                                                                               | Schusswaffen, Sprengsatz                                                | Regierungsgebäude     | 14 (+1)    |           |                               |

## Oktober
| Datum/Beginn     | Betroffenes Land | Anschlag                    | Täter                              | Politische Ausrichtung                                             | Mittel                                           | Ziel              | Tote    | Verletzte | Hintergrund                       |
| ---------------- | ---------------- | --------------------------- | ---------------------------------- | ------------------------------------------------------------------ | ------------------------------------------------ | ----------------- | ------- | --------- | --------------------------------- |
| 01. Oktober 2001 | Spanien          | Anschlag in Vitoria-Gasteiz | vermutlich ETA                     | autonomistisch, baskisch-nationalistisch, marxistisch-leninistisch | Sprengstoff                                      | Gerichtsgebäude   | 0       | 1         | Baskischer Konflikt               |
| 01. Oktober 2001 | Indien           | Anschlag in Srinagar        | Wajahat Hussain (Jaish-e Mohammed) | islamisch-fundamentalistisch                                       | Selbstmordattentäter mit Autobombe, Schusswaffen | Regierungsgebäude | 30 (+1) | 60        | Aufstand in Kaschmir              |
| 10. Oktober 2001 | Kolumbien        | Anschlag in Valle del Cauca | AUC                                |                                                                    |                                                  | Dorf              | 24      | 0         | Bewaffneter Konflikt in Kolumbien |
| 12. Oktober 2001 | Spanien          | Anschlag in Madrid          | vermutlich ETA                     | autonomistisch, baskisch-nationalistisch, marxistisch-leninistisch | Autobombe                                        | Tiefgarage        | 0       | 14        | Baskischer Konflikt               |
| 25. Oktober 2001 | Indien           | Anschlag in Assam           | vermutlich NDFB                    | autonomistisch, bodo-nationalistisch, marxistisch, sozialistisch   | Sprengsatz                                       | Hindu-Festival    | 4       | 24        | Aufstand im Nordosten Indiens     |
| 28. Oktober 2001 | Philippinen      | Anschlag in Zamboanga City  | Abu Sajaf                          | islamistisch, islamisch-fundamentalistisch                         | Sprengsatz                                       | Zivilisten        | 11      | 48        | Moro-Konflikt                     |

## November
| Datum/Beginn      | Betroffenes Land | Anschlag                      | Täter                                | Politische Ausrichtung                                             | Mittel                                   | Ziel                                 | Tote    | Verletzte | Hintergrund                 |
| ----------------- | ---------------- | ----------------------------- | ------------------------------------ | ------------------------------------------------------------------ | ---------------------------------------- | ------------------------------------ | ------- | --------- | --------------------------- |
| 05. November 2001 | Burundi          | Anschlag in Bururi            | Hutu-Extremisten                     |                                                                    |                                          | Militärstützpunkt, Zivilisten        | 24      |           | Völkermorde in Burundi      |
| 06. November 2001 | Spanien          | Anschlag in Madrid            | ETA                                  | autonomistisch, baskisch-nationalistisch, marxistisch-leninistisch | Autobombe                                | Verkehr, Generalsekretär, Zivilisten | 0       | 95        | Baskischer Konflikt         |
| 10. November 2001 | Russland         | Anschlag in Wladikawkas       | vermutlich Tschetschenische Rebellen |                                                                    | Sprengsatz                               | Russische Zivilisten                 | 6       | 43        | Zweiter Tschetschenienkrieg |
| 12. November 2001 | Indonesien       | Anschlag in Maluku            |                                      |                                                                    | 2 Sprengsätze                            | Zivilisten                           | 2       | 20        |                             |
| 18. November 2001 | Indien           | Anschlag in Jammu und Kashmir | Laschkar-e Taiba                     | salafistisch                                                       | Sturmgewehre, Maschinengewehre, Granaten | Soldaten                             | 14 (+2) | 29        | Aufstand in Kaschmir        |
| 19. November 2001 | Philippinen      | Anschlag in Sulu              | MNLF                                 | autonomistisch, föderalistisch                                     | Mörser, Schusswaffen                     | Soldaten                             | 4 (+48) | 27 (+13)  | Moro-Konflikt               |
| 20. November 2001 | Algerien         | Anschlag in Algier            |                                      |                                                                    | Sprengsatz                               | Bushaltestelle                       | 0       | 29        | Algerischer Bürgerkrieg     |
| 23. November 2001 | Spanien          | Anschlag in Beasain           | vermutlich ETA                       | autonomistisch, baskisch-nationalistisch, marxistisch-leninistisch | Schusswaffe(n)                           | Verkehrspolizisten                   | 2       | 0         | Baskischer Konflikt         |
| 23. November 2001 | Indien           | Anschlag in Srinagar          | Muslimische Extremisten              |                                                                    | Granate                                  | Militärfahrzeug                      | 1       | 22        | Aufstand in Kaschmir        |

## Dezember
| Datum/Beginn      | Betroffenes Land                  | Anschlag                  | Täter                                   | Politische Ausrichtung | Mittel                                  | Ziel                                 | Tote    | Verletzte | Hintergrund                           |
| ----------------- | --------------------------------- | ------------------------- | --------------------------------------- | --- | --------------------------------------- | ------------------------------------ | ------- | --------- | ------------------------------------- |
| 01. Dezember 2001 | Israel                            | Anschlag in Jerusalem     | Hamas                                   | palästinensisch-nationalistisch, sunnitisch-islamistisch, islamisch-nationalistisch, islamisch-fundamentalistisch, antizionistisch, antisemitisch                | 2 Selbstmordattentäter                  | Zivilisten                           | 8 (+2)  | 170+      | Israelisch-Palästinensischer Konflikt |
| 01. Dezember 2001 | Indien                            | Anschlag in Bandipore     |                                         | | Granate                                 | Grenzsoldaten, Zivilisten, Taxistand | 0       | 45        | Aufstand in Kaschmir                  |
| 02. Dezember 2001 | Israel                            | Anschlag in Haifa         | Hamas                                   | palästinensisch-nationalistisch, sunnitisch-islamistisch, islamisch-nationalistisch, islamisch-fundamentalistisch, antizionistisch, antisemitisch                | Automatische Schusswaffen, Granaten     | Bus, Zivilisten                      | 15 (+1) | 38        | Israelisch-Palästinensischer Konflikt |
| 08. Dezember 2001 | Indien                            | Anschlag in Baramulla     | Rebellen                                | | Schusswaffen                            | Militärkonvoi                        | 7 (+2)  | 20        | Aufstand in Kaschmir                  |
| 09. Dezember 2001 | Israel                            | Anschlag nahe Haifa       | vermutlich Palästinensische Extremisten | | Selbstmordattentäter                    | Bushaltestelle, Zivilisten           | 0 (+1)  | 28        | Israelisch-Palästinensischer Konflikt |
| 09. Dezember 2001 | Israel                            | Anschlag in Naharija      | Hamas                                   | palästinensisch-nationalistisch, sunnitisch-islamistisch, islamisch-nationalistisch, islamisch-fundamentalistisch, antizionistisch, antisemitisch                | Selbstmordattentäter                    | Bahnhof, Zivilisten                  | 4 (+1)  | 30        | Israelisch-Palästinensischer Konflikt |
| 12. Dezember 2001 | Palästinensische Autonomiegebiete | Anschlag in Immanuel      | Hamas, al-Aqsa-Märtyrerbrigaden         | palästinensisch-nationalistisch, sunnitisch-islamistisch, islamisch-nationalistisch, islamisch-fundamentalistisch, antizionistisch, antisemitisch, sozialistisch | 2 Sprengsätze, Schusswaffen             | Israelische Siedler in Bus           | 11 (+1) | 30        | Israelisch-Palästinensischer Konflikt |
| 13. Dezember 2001 | Indien                            | Anschlag in Neu-Delhi     | Jaish-e Mohammed                        | islamisch-nationalistisch, islamisch-fundamentalistisch, | Schusswaffen, Handgranaten, Sprengsätze | Indisches Parlament                  | 9 (+5)  | 18        | Kaschmir-Konflikt                     |
| 13. Dezember 2001 | Uganda                            | Anschlag nahe Moroto      |                                         | | Schusswaffen                            | Soldaten                             | 0       | 3         |                                       |
| 14. Dezember 2001 | China                             | Anschlag in Xi’an         |                                         | | Sprengsatz                              | McDonald’s-Filiale, Zivilisten       | 2       | 27        |                                       |
| 15. Dezember 2001 | Angola                            | Anschlag in Uíge          | vermutlich UNITA                        | konservativ, angolanisch-nationalistisch, christlich-demokratisch, maoistisch                                                                                    | Artillerie                              | Helikopter                           | 24      | 0         | Bürgerkrieg in Angola                 |
| 22. Dezember 2001 | USA                               | American-Airlines-Flug 63 | Richard Reid (al-Qaida)                 | salafistisch, wahhabitisch, panislamisch, antikommunistisch, antizionistisch, antisemitisch                                                                      | Sprengstoff                             | Flugzeug                             | 0       | 0         |                                       |